# Berry Hill
Berry Hill è un comune degli Stati Uniti d'America, situato nello Stato del Tennessee, nella Contea di Davidson.